# Bulgarian International 2009
Die Bulgarian International 2009 im Badminton fanden vom 1. bis zum 4. Oktober 2009 in Sofia statt.

## Medaillengewinner
| Disziplin    | Gold                                      | Silber                            | Bronze                             |
| ------------ | ----------------------------------------- | --------------------------------- | ---------------------------------- |
| Herreneinzel | Rune Ulsing                               | Kieran Merrilees                  | Magnus Sahlberg                    |
| Herreneinzel | Rune Ulsing                               | Kieran Merrilees                  | Harry Wright                       |
| Dameneinzel  | Petya Nedelcheva                          | Linda Zechiri                     | Susan Egelstaff                    |
| Dameneinzel  | Petya Nedelcheva                          | Linda Zechiri                     | Wang Linling                       |
| Herrendoppel | Kasper Faust Henriksen Anders Kristiansen | Vladimir Ivanov Ivan Sozonov      | Matthew Hughes Martyn Lewis        |
| Herrendoppel | Kasper Faust Henriksen Anders Kristiansen | Vladimir Ivanov Ivan Sozonov      | Wojciech Szkudlarczyk Adam Cwalina |
| Damendoppel  | Petya Nedelcheva Anastasia Russkikh       | Nicole Grether Charmaine Reid     | Maria Helsbøl Anne Skelbæk         |
| Damendoppel  | Petya Nedelcheva Anastasia Russkikh       | Nicole Grether Charmaine Reid     | Emma Wengberg Emelie Lennartsson   |
| Mixed        | Robert Mateusiak Nadieżda Kostiuczyk      | Adam Cwalina Małgorzata Kurdelska | Baptiste Carême Laura Choinet      |
| Mixed        | Robert Mateusiak Nadieżda Kostiuczyk      | Adam Cwalina Małgorzata Kurdelska | Mads Conrad-Petersen Anne Skelbæk  |